# Arla Foods
Arla Foods è una cooperativa internazionale con sede a Viby in Danimarca ed è la settima azienda casearia più grande del mondo. Arla Foods è stata costituita il 17 aprile 2000 in seguito alla fusione tra la cooperativa svedese di prodotti lattiero-caseari Arla e la società lattiero-casearia danese MD Foods. Il nome Arla deriva dalla parola inglese "early" ed è un termine arcaico svedese che sta a significare "di mattina presto". Nel 2013 impiegava 18.112 dipendenti con un fatturato nel 2012 di 940 milioni di euro.

## Storia
Nel 1880, i produttori lattiero-caseari in Svezia e Danimarca formarono piccole cooperative per investire in strutture comuni di produzione lattiero-casearia. Il primo caseificio cooperativo fu fondato in Svezia a Stora Arla Gård nel Västmanland nel 1881 con il nome di Arla Mejeriförening,  e il primo caseificio cooperativo danese fu fondato a Hjedding, fuori Ølgod, nello Jutland meridionale nel 1882.
Il 26 aprile 1915, i produttori lattiero-caseari di Stoccolma e le contee adiacenti crearono la più grande organizzazione lattiero-casearia cooperativa svedese, la Lantmännens mjölkförsäljningsförening (Associazione per la vendita al dettaglio di latte degli agricoltori), che gestiva caseifici e una catena di negozi che vendevano prodotti lattiero-caseari.
Nel 1927, la società registrò  il nome Mjölkcentralen (Il Centro latte, abbreviato MC) e dagli anni '50 un numero crescente di caseifici cooperativi in altre parti della Svezia iniziò ad aderire a MC. Nel 1975, MC cambiò nome in Arla, già precedentemente utilizzato non solo dal primo caseificio cooperativo svedese, ma anche dal più grande rivenditore lattiero-caseario di Göteborg tra il 1909 e il 1965.
Alla fine del XX secolo, Arla aveva una quota di mercato del 65% in Svezia.